# Friedrich von Zoller (General, 1843)

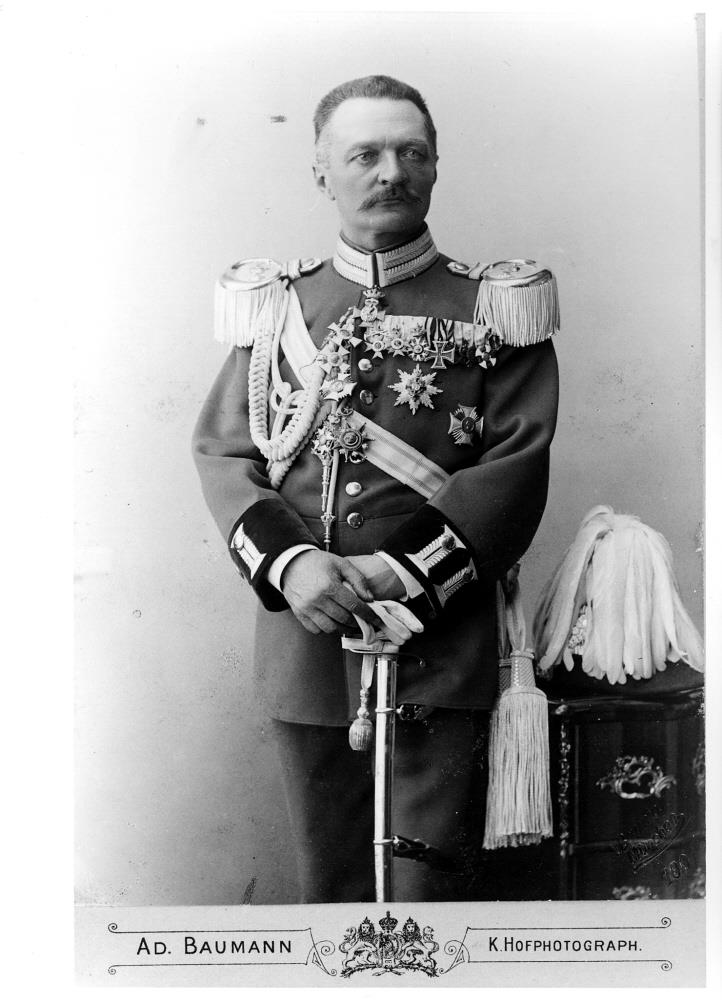
Friedrich von Zoller

Friedrich Alexander Michael Freiherr von Zoller (* 15. Februar 1843 in München; † 8. November 1900 ebenda) war ein bayerischer Generalleutnant und Generaladjutant von Prinzregent Luitpold.

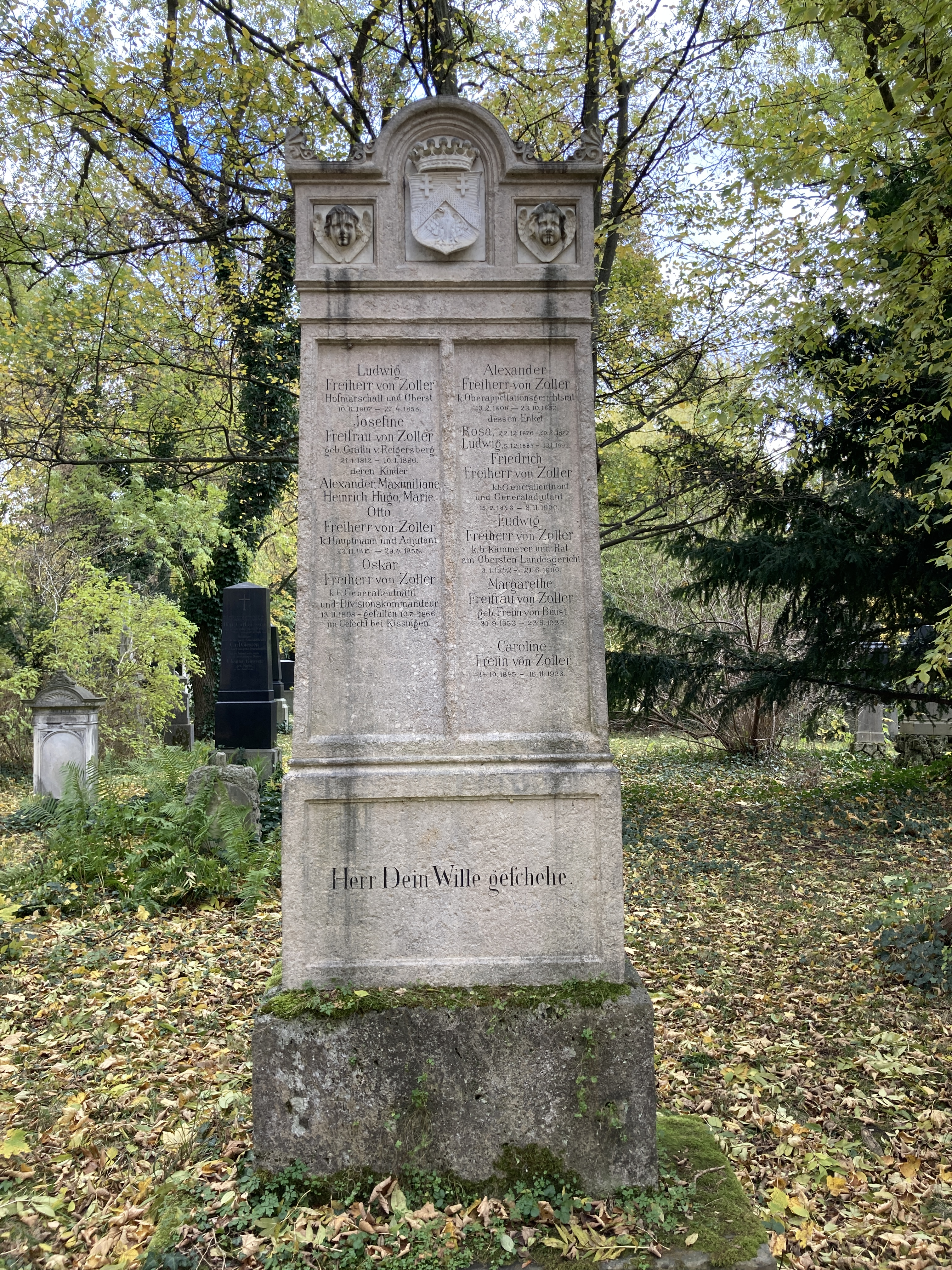
Grab von Friedrich Zoller auf dem Alten Südlichen Friedhof in München

## Leben

### Herkunft
Friedrich war ein Sohn des bayerischen Oberappellationsgerichtsrates Alexander Freiherr von Zoller (1806–1857) und dessen Ehefrau Elisabeth, geborene Aschenbrier (1816–1847), Tochter des Michael Aschenbrier († 1860), Finanzrats des Regenkreises, nachmals königlichen Geheimen Rats und Regierungs-Finanzkammer-Direktors, Ritters des Verdienstordens der Bayerischen Krone und vom Heiligen Michael, Schwager des bayerischen Finanzministers Josef Ritter von Aschenbrenner. Zollers Mutter und die Mutter des Theodor Inama von Sternegg waren Schwestern, mithin war Zoller dessen Vetter. Zollers älterer Bruder Ludwig (1842–1906) war Herr auf Fuchsmühl, bayerischer Kämmerer und Oberlandesgerichtsrat. Er hatte noch eine jüngere Schwester Karoline.

### Militärkarriere
Nach dem Besuch der Pagerie trat Zoller am 7. August 1861 als Junker in das Infanterie-Leib-Regiment der Bayerischen Armee ein. Er avancierte Ende August 1862 zum Unterleutnant und stieg während des Krieges gegen Preußen Anfang Juli 1866 zum Oberleutnant auf. Nach dem Krieg war er 1867/69 als militärischer Begleiter des Prinzen Arnulf von Bayern kommandiert. Zoller nahm 1870/71 während des Krieges gegen Frankreich an den Kämpfen bei Wörth, Beaumont, Sedan und Orléans sowie der Belagerung von Paris teil. Für sein Wirken wurde er mit dem Eisernen Kreuz II. Klasse und dem Ritterkreuz II. Klasse des Militärverdienstordens mit Schwertern ausgezeichnet sowie am 3. April 1871 durch Armeebefehl belobigt.

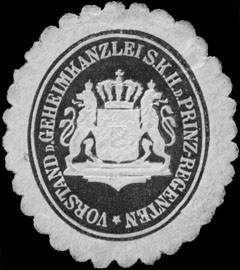
Siegelmarke des Vorstandes der Geheimkanzlei

Zoller absolvierte nach Kriegsende bis 1874 die Kriegsakademie, die ihm die Qualifikation für den Generalstab, die Höhere Adjutantur und das Lehrfach aussprach. Anschließend erfolgte Mitte März 1874 seine Ernennung zum Adjutanten beim Generalkommando des I. Armee-Korps und im Dezember 1874 stieg er zum Hauptmann auf. Unter Stellung à la suite seines Regiments wurde er Ende Mai 1875 in den Generalstab eingereiht und in das Kriegsministerium versetzt. Unter Enthebung von dieser Stellung erfolgte Ende Oktober 1877 seine Versetzung in den etatmäßigen Stand des Generalstabes und zugleich wirkte er als Lehrer für Taktik an der Kriegsakademie. Ab Juni 1879 war Zoller dem Generalstab der 3. Division zugeteilt, avancierte fünf Monate später zum Major und wurde am 1. Oktober 1880 zum Großen Generalstab nach Berlin kommandiert. Unter Enthebung von diesem Kommando und Stellung à la suite des Generalstabes erfolgte am 16. Juni 1881 seine Ernennung zum Referenten im Kriegsministerium in München. Von März 1885 bis November 1886 versah Zoller Truppendienst als Kommandeur des I. Bataillons in seinem Stammregiment und wurde anschließend mit der Beförderung zum Oberstleutnant zur Zentralstelle des Generalstabes versetzt. Daran schloss sich am 11. Januar 1887 seine Ernennung zum Abteilungschef im Generalstab sowie zwei Monate später zum Chef des Generalstabes des II. Armee-Korps in Würzburg an. Nach seiner Beförderung zum Oberst kehrte Zoller am 27. Januar 1889 unter Stellung à la suite des Generalstabes als Chef der Abteilung für Allgemeine Armee-Angelegenheiten in das Kriegsministerium zurück. Er wurde am 14. November 1891 zum Flügeladjutanten des Prinzregenten ernannt und erhielt Ende des Monats den Rang und die Gebührnisse eines Brigadekommandeurs. Unter Beförderung zum Generalmajor wurde Zoller am 8. Juli 1892 zum Generaladjutanten des Prinzregenten Luitpold ernannt und fungierte zugleich als Vorstand der Geheimkanzlei. In dieser Eigenschaft erfolgte am 8. Juli 1892 seine Beförderung zum Generalleutnant. Als solcher wurde er u. a. mit dem Großkomtur des Militärverdienstordens und dem Großkreuz des Verdienstordens vom Heiligen Michael  gewürdigt.
Zoller starb am 8. November 1900 im Alter von 57 Jahren in Regensburg unverheiratet und wurde auf dem Alten Südlichen Friedhof in München (Gräberfeld 30, Reihe 13, Platz 7) beerdigt.Standort. Auf seine vorherige mündliche Anordnung hin, stifteten seine Geschwister zum Andenken an den früheren Kommandeur der 3. Division Oskar von Zoller (1809–1866) mit einem Kapital von 10.000 Mark eine Stiftung zur Unterstützung von Angehörigen dieser Division. Prinzregent Luitpold genehmigte diese Errichtung am 13. Juli 1901 unter dem „Ausdruck Allerhöchst wohlgefälliger Anerkennung“ mit dem Namen „Freiherr Oskar von Zoller'sche Stiftung“.